# Ziehmesser (Nutziehmaschine)
Ein Ziehmesser ist ein Werkzeug zur Herstellung einer Nut in Metallen mit einer Nutenziehmaschine. Nach der Norm für Nabennuten DIN 6885 ist jedem Bohrungsdurchmesser eine bestimmte Nutenbreite und Nutentiefe zugeordnet. Die Standard-Ziehmesser sind für diese genormten Abmessungen ausgelegt.

## Sonder-Ziehmesser

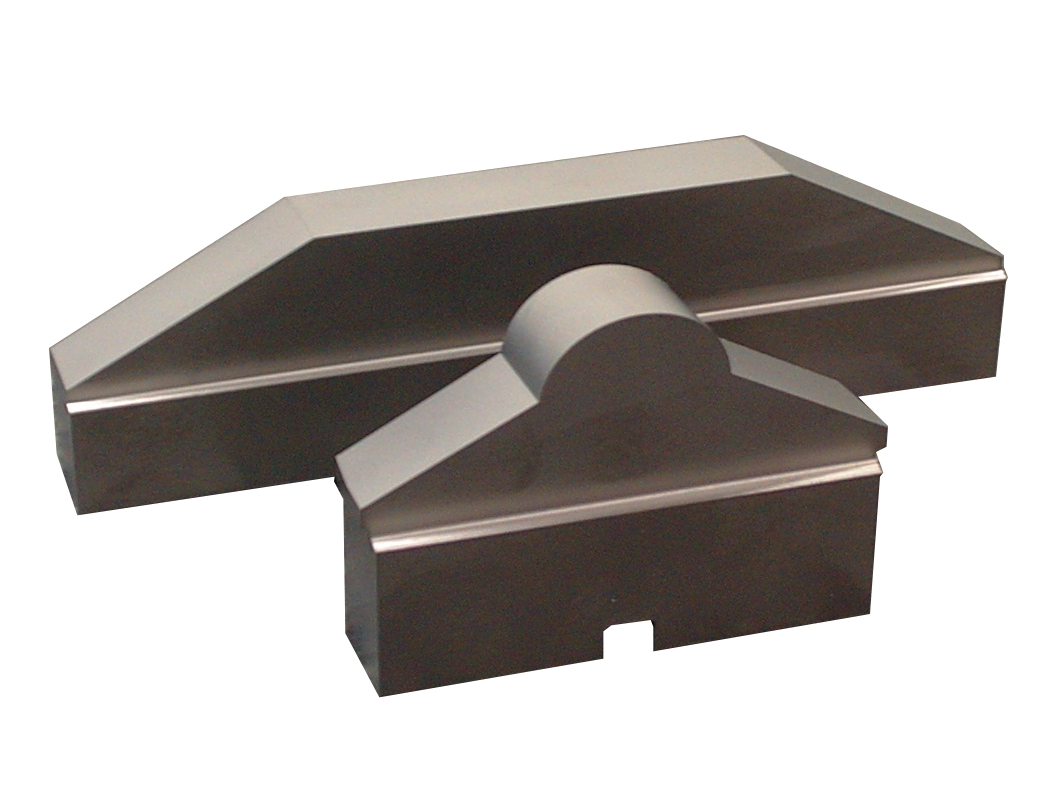
Sonder-Ziehmesser

Es gibt auch Sonder-Ziehmesser zur Herstellung von Sonderprofilen wie z. B. Keilnabenprofile, Innenverzahnungen, Vierkant, Sechskant, Radiennuten und Tangentialnuten.